# Windows NT
Pour les articles homonymes, voir NT et WNT.
Windows NT (« New technology » ou « nouvelle technologie ») désigne la série de systèmes d'exploitation multitâche préemptif, multi-utilisateur, multiprocesseur, créés par Microsoft et ne reposant pas sur le système historique MS-DOS de Microsoft, contrairement à Windows 1.0, 2, 3.x, 95, 98 et Me. Il a permis à Microsoft et son partenaire Intel d'entrer sur le marché des serveurs, une nouvelle stratégie qui a contribué à la très forte hausse des sociétés de technologie de la seconde partie des années 1990.

## Historique
Alors que les premières versions de Windows étaient publiées et reposaient en partie sur MS-DOS, plusieurs développements avaient lieu en parallèle pour la création d'un système d'exploitation n'ayant pas à porter l'historique de compatibilité de MS-DOS.
Ces développements étaient notamment faits en partenariat avec IBM dans le projet OS/2. Mais, en 1990, Microsoft décida l'arrêt de ce partenariat pour se concentrer, seul, sur le développement de Windows NT.
David Neil Cutler, un ancien employé de DEC (où il était l'un des créateurs du système VMS) engagé par Microsoft en août 1988, avait la direction du projet. David Neil Cutler baptise ce nouveau système d'exploitation des lettres WNT, comme étant la nouvelle génération de son ancien système VMS[réf. nécessaire], chacune des lettres WNT étant la suivante des lettres VMS dans l'alphabet. Ces trois lettres WNT ont ensuite été associées au sigle de Windows New Technology.
En 2000, Microsoft abandonne l'appellation Windows NT car NT est une marque déposée de Nortel d'où risque de poursuite (Édition boîte de Windows 2000).

## Évolutions
Pendant longtemps, Windows NT coexista avec la branche historique basée sur MS-DOS et le passage définitif à Windows NT pour toute la gamme de système d'exploitation (tant « grand public » que « entreprise ») n'eut finalement lieu qu'avec la sortie de Windows XP, en 2001.

## Versions
| Version                         | Édition | Date              | Build |
| ------------------------------- | --- | ----------------- | --- |
| Windows NT 3.1                  | Workstation, Advanced Server | juillet 1993      | 528 |
| Windows NT 3.5                  | Workstation, Server | septembre 1994    | 807 |
| Windows NT 3.51                 | Workstation, Server | mai 1995          | 1057 |
| Windows NT 4.0                  | Workstation, Server, Server Enterprise Edition, Terminal Server, Embedded | juillet 1996      | 1381 |
| Windows 2000 (NT 5.0)           | Professional, Server, Advanced Server, Datacenter Server | février 2000      | 2195 |
| Windows XP (NT 5.1)             | Édition Familiale, Professionnel, Édition Familiale N, Professionnel N, Media Center Edition, Tablet PC, Starter Edition, Embedded pour l'ensemble en 32 Bits | Août 2001         | 2600 |
| Windows XP 64 Bits (NT 5.2)     | Professionnel seulement en 64 Bits | avril 2005        | 3790 |
| Windows Server 2003 (NT 5.2)    | Standard, Enterprise, Datacenter, Web pour l'ensemble en 32 et 64 Bits | mars 2003         | 3790 |
| Windows Vista (NT 6.0)          | Édition Familiale Basic, Édition Familiale Premium, Professionnel, Entreprise, Starter Édition, Édition Familiale Basic N, Édition Familiale Premium N, Édition Intégrale pour l'ensemble en 32 et 64 Bits                                                                 | Novembre 2006     | 6000 |
| Windows Server 2008 (NT 6.0)    | Édition Standard, Édition Entreprise, Édition Datacenter, HPC Server 2008, Web Server 2008, Storage Server 2008, Small Business Server 2008, Essential Business Server 2008, Server 2008 pour l'ensemble en 32 et 64 Bits et server 2008 en 64 spécifique itanium          | février 2008      | 6001 |
| Windows 7 (NT 6.1)              | Édition Familiale Basic, Édition Familiale Premium, Professionnel, Entreprise, Starter Edition, Édition Familiale Basic N, Édition Familiale Premium N, Édition Intégrale pour l'ensemble en 32 et 64 Bits                                                                 | Octobre 2009      | 7600 |
| Windows Server 2008 R2 (NT 6.1) | Édition Standard, Édition Entreprise, Édition Datacenter, Fondation, HPC Server 2008 R2, Web Server 2008 R2, Storage Server 2008 R2, Small Business Server 2008 R2, Essential Business Server 2008 R2, Server 2008 R2 pour systèmes Itanium, Hyper-V Server 2008 R2 (Core) | 22 octobre 2009   | 7600 |
| Windows 8 (NT 6.2)              | Famille, Professionnel, Entreprise, RT pour l'ensemble en 32 et 64 bits | 26 octobre 2012   | 9200 |
| Windows Server 2012 (NT 6.2)    | Foundation, Essential, Standard, Datacenter uniquement en 64 bits | 4 septembre 2012  | 9200 |
| Windows 8.1 (NT 6.3)            | Famille, Professionnel, Entreprise, RT pour l'ensemble en 32 et 64 bits | 17 octobre 2013   | 9600 |
| Windows Server 2012 R2 (NT 6.3) | Foundation, Essential, Standard, Datacenter uniquement en 64 bits | 18 octobre 2013   | 9600 |
| Windows 10 (NT 10.0)            | Famille, Professionnel, Entreprise, Education pour l'ensemble en 32 et 64 bits | 29 juillet 2015   | - 10240 (TH1) - 10586 (TH2) - 14393 (RS1) - 15063 (RS2) - 16299 (RS3) - 17134 (RS4) - 17763 (RS5) - 18362 (19H1) - 18363 (19H2) - 19041 (20H1) - 19042 (20H2) - 19043 (21H1) - 19044 (21H2) - 19045 (22H2) |
| Windows Server 2016 (NT 10.0)   | Essentials, Standard, Datacenter uniquement en 64 bits | 26 septembre 2016 | - 14393 (RS1) - 16299 (RS3) |
| Windows Server 2019 (NT 10.0)   | Essentials, Standard, Datacenter uniquement en 64 bits | 2 octobre 2018    | - 17763 (RS5) |
| Windows Server 2022 (NT 10.0)   | Essentials, Standard, Datacenter uniquement en 64 bits | 17 août 2021      | - 20348 (21H2) |
| Windows 11 (NT 10.0)            | Famille, Professionnel, Entreprise, Education uniquement en 64 bits | 28 juin 2021      | - 22000 (21H2) - 22621 (22H2) - 22631 (23H2) - 24H2 |
| Windows Server 2025 (NT 10.0)   | Essentials, Standard, Datacenter uniquement en 64 bits | 1 septembre 2024  | - 24H2 |